# Pierre Viret

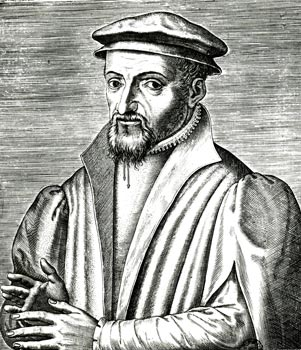
Pierre Viret.

Pierre Viret (1511 - 4 de mayo de 1571) fue un teólogo reformado suizo y reformador protestante. 

## Primeros años
Pierre Viret nació en una devota familia católica de clase media en Orbe, un pequeño pueblo de la actual Suiza. Era un amigo cercano de Juan Calvino. 
Viret estudió como erudito en la escuela de su ciudad natal y luego asistió a la Universidad de París, donde se convirtió a la fe reformada. Regresó a Orbe en 1531 para escapar de las persecuciones en París.

## Predicación
Guillermo Farel, un predicador protestante, llamó a Viret al ministerio a su regreso a Orbe. El 6 de mayo de 1531, Viret predicó su primer sermón, con solo veinte años en ese momento. Su predicación fue recibida con asombro y aclamación por sus oyentes, y muchos pronto se convirtieron a la Fe Reformada, entre ellos los padres de Viret. Posteriormente, predicó en Lausana y Ginebra, antes de realizar giras misioneras en Francia, predicando a miles de personas en París, Orleans, Aviñón, Montauban y Montpellier. Su predicación fue dulce y ganadora, lo que le valió el nombre de "La sonrisa de la Reforma". 
En un momento fue capturado por las fuerzas católicas. Viret fue considerado uno de los predicadores de habla francesa más populares del siglo XVI. Sobre todo, fue el reformador de la ciudad de Lausana, donde convirtió a la población local a la fe reformada. En su tiempo, Lausana también se convirtió, con Ginebra, en un campo de entrenamiento para predicadores de la Reforma. Entre los que estudiaron en Lausana se encontraba el autor de la Confesión belga, Guy de Brès. Mientras estaba en Lausana, Viret fundó una Academia Reformada, que se vio obligada a trasladarse a Ginebra en 1559. Los profesores y estudiantes reubicados de la Academia de Lausana de Viret pronto se convirtieron en la base de la famosa Academia de Ginebra de Calvino.

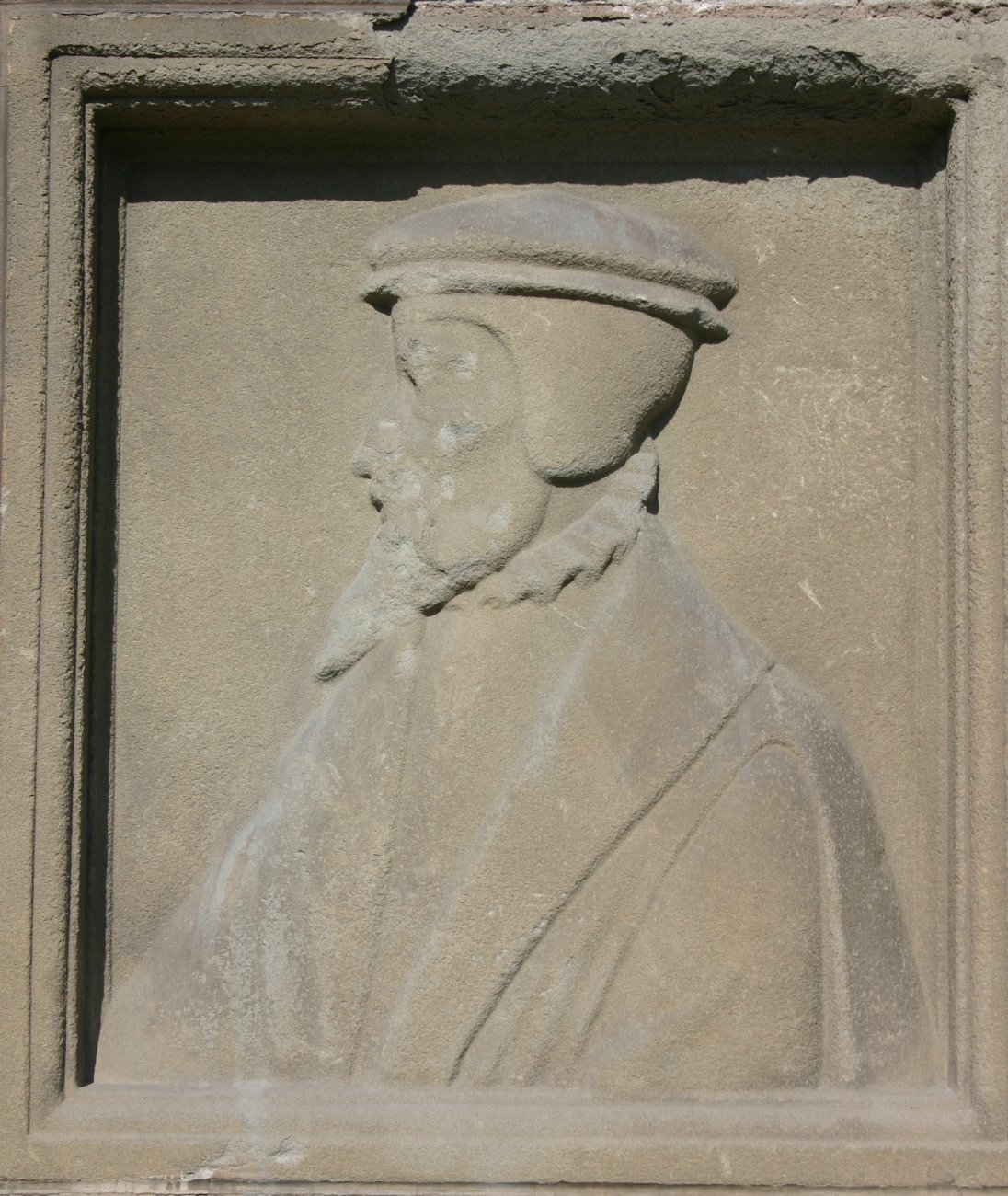
Bajorrelieve de Pierre Viret.

Por razones de salud, Viret abandonó Ginebra y se mudó al sur de Francia, donde predicó entre los hugonotes. Murió en Orthez, Francia, en 1571.